# Vad (vadászat)
Az emberek többsége minden szabadon élő állatot a vadnak gondol. A vadászati és természetvédelmi jogszabályok azonban meglehetősen éles határt húznak, és hazánkban jogi értelemben csak a vadászható fajok minősülnek vadnak.
A Föld különböző részein a természeti adottságok, az adott társadalom kultúrája, a történeti hagyományok és a gazdasági feltételek határozzák meg, hogy mely vadon élő állatokat hasznosítják és tekintenek vadnak. Európában a vadgazdálkodás és a vadbiológia hagyományosan a vadászható emlősökkel és madarakkal foglalkozott, de az újabb felfogás a halakat kivéve már valamennyi szabadon élő gerinces kutatását idesorolja. Ennek a változásnak számos oka volt:
- A vadászható fajok köre az elmúlt évszázadban sokat változott, mivel egyes fajok elszaporodtak, mások pedig megfogyatkoztak. A csökkenő, esetenként veszélyeztetett fajok kutatása különösen sok figyelmet kapott, főleg helyzetük javítása érdekében. Ezek a vizsgálatok a vadvédelem és tágabb értelemben a természetvédelem megalapozói voltak.
- Európa országaiban a természeti adottságok nagyon eltérőek és így a vadászható fajok köre és a vadászat módszerei is nagyon változatosak. Egy faj ott, ahol vadászható, egyértelműen a szűken vett vadbiológia tárgya, máshol viszont állatökológiai vagy természetvédelmi kutatások foglalkozhatnak vele.
- Az emlősökön és madarakon kívül a világban számos más gerincest (kétéltűek és hüllők) vadásznak és csapdáznak, sőt gerinctelenek (például csigák, kagylók, rovarok) is fontos állati fehérjeforrások lehetnek. Ökológiai, módszertani szempontból ezek vizsgálata, védelmük vagy hasznosításuk megalapozása módszertani alapjait tekintve nem válik el a vadászható fajoktól.

Az LV/1996. törvény (Vtv.) a vad védelméről, a vadgazdálkodásról és a vadászatról fontos keretet adott a vadászható állatfajok természetes állapotának fenntartásához, illetve a vadászat és a vadgazdálkodás szabályozásához Magyarországon. A törvény már nem hatályos, de annak célkitűzései és rendelkezései meghatározóak voltak a hazai vadgazdálkodási és vadászati szabályozás fejlődésében.

## A törvény főbb rendelkezései

#### 1. § (1) A törvény célja:
A törvény célja a vadászható vadfajok természetes állapotának fenntartása. Szabályozta:
- a vadászati jog gyakorlását és hasznosítását,
- a vadászható állatfajok és élőhelyük védelmét,
- a vadgazdálkodást,
- a vadászatot,
- a vad által okozott károk, valamint a vadászat és a vadban keletkező károk megtérítésének szabályait,
- a vadászati jog jogellenes hasznosítása során kiszabható bírságokat és egyéb szankciókat,
- a vadászati igazgatással kapcsolatos állami feladatokat és hatásköröket.

#### 1. § (2) Vadászható fajok meghatározása:
A törvény rendelkezései alapján a földművelésügyi miniszter a természetvédelemért felelős miniszterrel egyetértésben határozta meg rendeletben a vadászható fajokat. Ezek közé tartozhattak:
- Magyarországon honos fajok,
- előforduló és engedéllyel telepített fajok,
- átvonuló fajok, feltéve, hogy nem álltak természetvédelmi oltalom alatt.

#### 1. § (3) A törvény hatálya:
A törvény hatálya nem terjedt ki:
- nem vadászható állatfajokra,
- olyan vadra, amelyet nem a vadászati jog hasznosítása érdekében tartottak bekerített helyen.

### Jelentősége:
Az LV/1996. törvény keretet biztosított a vadászati és vadgazdálkodási gyakorlat számára, biztosítva, hogy ezek összhangban álljanak a természetvédelem és a fenntarthatóság elveivel. Bár azóta a szabályozás megváltozott, az LV/1996. törvény alapvető irányelvei számos mai rendelkezésben tovább élnek.